# وزارة الإدماج والمساوة بين الجنسين السويدية
وزارة الإدماج والمساوة بين الجنسين في السويد (بالسويدية:Integrations- och jämställdhetsdepartementet) هي وزارة في حكومة السويد تشمل مسؤولياتها شؤون المستهلكين، قضايا الديمقراطية، المساواة بين الجنسين، حقوق الإنسان، القضاء على التمييز العرقي، شؤون التجمعات الحضرية، قضايا الأقليات، شؤون المنظمات غير الحكومية وشئون الشباب والنشأ. وتقع مكاتب الوزارة في ستوكهولم.

## تاريخ
تأسست الوزارة في 1 يناير 2007 بعد مناقشات أجرتها الحكومة الجديدة التي تولت الحكم في 6 أكتوبر 2006، سابقا كانت أنشطة هذه الوزارة موزعة بين وزارة العدل ووزارة الشؤون الخارجية.
ترأس الوزارة الوزيرة العضو في حزب شباب الليبراليين السويدي نيامكو سابوني التي ولدت في بوجمبورا، بوروندي.

## وصلات خارجية
- Ministry of Integration and Gender Equality, الموقع الرسمي